# آسابا
آسابا (به لاتین: Asaba City) یک شهر در نیجریه است که در ایالت دلتا واقع شده‌است.

## خواهرخوانده
شهر استوکتون، کالیفرنیا خواهرخواندهٔ آسابا هست.